# Émetteur de Königs Wusterhausen
L’émetteur de Kœnigs-Wusterhausen était une grande installation de transmission pour les ondes longues, moyennes et courtes près de Königs Wusterhausen en Allemagne, élevée en 1915. Le 22 décembre 1920, la première transmission de musique et d'informations allemandes dans la gamme des ondes longues a été réalisée avec cet émetteur.

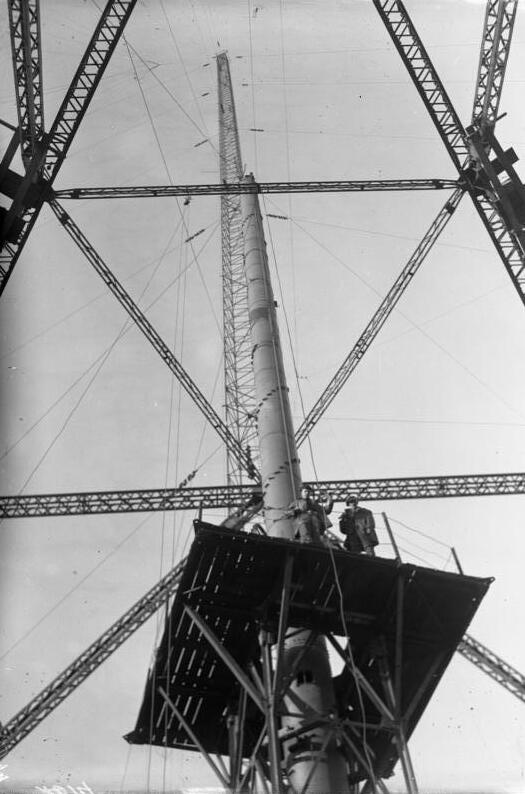
Cette tour émettrice de Kœnigs-Wusterhausen était, à sa construction en 1925, la plus haute antenne radio d'Allemagne.

Les antennes sur le blason de la ville

L’installation se composait de nombreux mâts pouvant atteindre 210 m et de la tour centrale, haute de 243 m, qui s’est effondrée le 15 novembre 1972. Après l'effondrement de la tour centrale, la plupart des antennes furent démontées. 
L'émetteur fut néanmoins utilisé jusque dans les années 1980 par Radio Berlin International (RBI), la radio est-allemande diffusée sur ondes courtes.
Au moment de la réunification allemande, il ne subsistait plus qu'un mât de 210 m de hauteur avec une antenne pour les ondes longues, deux mâts avec une antenne en T pour les ondes moyennes et quelques petites tours. Les émetteurs pour les ondes moyennes, courtes et longues furent mis à l’arrêt entre 1992 et 1999 et le secteur entier transformé en un musée signalé par le mât restant de 210 m. Ce musée fut fermé le 31 juillet 2005. Pour les services de téléphonie mobile et diffusion basse puissance sur bande FM, une tour d’une hauteur de 67 m en béton fut construite en 1994.